# Chefette Restaurants
Chefette Restaurants  — крупнейшая сеть ресторанов быстрого питания, основанная в Карибском островном государстве Барбадос. В настоящее время на всей территории острова работают 14 заведений. Chefette известен своим блюдом из жареной курицы и роллом «роти» из овощей и мяса с острыми специями, напоминающим Европейский Гирос.

## История
Chefette был основан бизнесменом из Тринидада Ассадом Джоном Халауте, который иммигрировал в Барбадос в 1971 году. В 1972 году он открыл свой первый ресторан быстрого питания Chefette в Фонтабеле, округ Сент -Майкл. В течение следующих 30 лет популярность Chefette только росла, поэтому рестораны продолжали открываться. Для логотипа были выбраны 2 цвета: жёлтый и фиолетовый.
Несколько заведений имеют статус «семейного ресторана», в них организована игровая зона для детей, как в других международных сетях ресторанов типа McDonald's. Несмотря на то что на территории Барбадоса мало международных сетей ресторанов (в том числе McDonald's), конкурентом Chefette является американская сеть кафе KFC. В 2010 году сенатор Барбадоса Керри Симмондс выразил благодарность Chefette и призвал другие компании Барбадоса последовать его примеру при выходе на международный уровень.
В мае 2012 года сеть ресторанов, малоизвестная за пределами Барбадоса, получила статус одной из «самых популярных сетей ресторанов быстрого питания». Рейтинг был составлен нью-йоркским журналом для путешественников «Travel+Leisure».

## Меню
Мороженое, гамбургеры, жареная курица, снек боксы (набор из чипсов, роллов и 2 кусочков курицы.) Супа Пэкс (набор для детей с игрушкой), картофель фри, роти (говядина и/или курица, завернутые в лаваш), большой ассортимент напитков.
Большинство ресторанов Chefette работают с 10:00, но некоторые работают с 9:00 или 11:00. Завтрак можно приобрести только в кафе Cheffette, расположенном в аэропорте.